# Karstenia maydis
Karstenia maydis är en svampart som först beskrevs av Rehm, och fick sitt nu gällande namn av Sherwood 1980. Karstenia maydis ingår i släktet Karstenia, ordningen Rhytismatales, klassen Leotiomycetes, divisionen sporsäcksvampar och riket svampar.   Inga underarter finns listade i Catalogue of Life.